# عروس تایتان
 عروس تایتان (ژاپنی: 巨人族の花嫁 هپبورن: Kyojinzoku no Hanayome) یک مجموعهٔ مانگای ژاپنی با نویسندگی و تصویرسازی هنرمند ژاپنی، ITKZ، است. از آغاز سال ۲۰۱۹ به شکل دیجیتال هم عرضهٔ آن آغاز شده‌است. این مجموعه داستان رابطهٔ یک دانش‌آموز انسان به نام کُیچی میزوکی و یک شاهزادهٔ هیولا به نام کایوس لاو ویستایل است. کایوس، کُیچی را به جهان خودش احضار کرده‌است.
در سال ۲۰۲۰ استودیوی هوکیبوشی و شرکت کامت این مجموعه را در غالب یک مجموعهٔ تلویزیونی انیمه اقتباس کردند. قسمت‌ها بر روی پلت فرم توزیع دیجیتال ComicFesta Anime پخش می‌شوند. نسخه‌هایی از هر قسمت که محتوای جنسی آن ویرایش شده‌است، در توکیو متروپولیتن تلویژن، یوتیوب و نیکونیکو پخش می‌شوند. ترجمه‌های انگلیسی‌زبان هم مانگا و هم انیمه را پلتفرم توزیع دیجیتال کولمیک، nکه انیمه را همزمان پخش می‌کند، عهده‌دار شده‌است.

## خلاصهٔ داستان
کُیچی میزوکی، بازیکن بسکتبال دبیرستانی به طور ناگهانی به دنیای غولها احضار می‌شود. او با کایوس لاو ویستای، شاهزادهٔ آن جهان روبرو می‌شود، که بلافاصله از کُیچی می‌خواهد با او ازدواج کند.

## شخصیت‌ها
کُیچی میزوکی (水樹 晃一)
صداگذاری شده توسط: کنتو ایتو
یک بازیکن بسکتبال دبیرستانی است که به‌طور ناگهانی به تیلدانت فراخوانده می‌شود، دنیایی که از غول‌ها و موجودات اساطیری دیگر در آن زندگی می‌کنند.
کایوس لاو ویستایل (カイウス・ラオ・ビステイル)
صداگذاری شده توسط: یوکی اونو
شاهزادهٔ تیلدانت، که از کُیچی می‌خواهد عروس او باشد.
مدینا نال رساس (メディナ・ナル・ローザス)
صداگذاری شده توسط: نریکو فوجیمُتو
نامزد پیشین کایوس.
بارو باروس (バロ・バロウズ)
صداگذاری شده توسط: ماساتوکو ناکازاوا
یک گرگ انسان‌نما
بری برینال (バロ・バロウズ)
صداگذاری شده توسط: یوسوکه شیرایی
یک ببر و تاجر انسان‌نما